# Samuel Klatschko

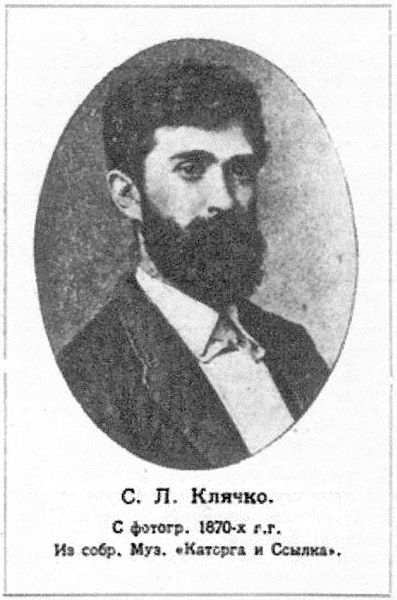
Samuel Lwowitsch Kljatschko 1870

Samuel (Semjon) Lwowitsch Klatschko (russisch Самуил (Семён) Львович Клячко; * 2. Juni 1851 in Wilna, Russisches Kaiserreich, heute Litauen; † 17. April 1914 in Wien) war ein russischer Revolutionär. Als inoffizieller Verbindungsmann zwischen den russischen Revolutionären aller politischen Tendenzen in Europa unterstützte er die revolutionäre Bewegung in Russland.

## Leben

### Elternhaus und Jugend
In Wilna des 19. Jahrhunderts stellten die Klatschkos, auch Klatchko, Klaczko, Kljatschko oder Klatzko geschrieben, eine weit verzweigte und geachtete Familie dar. Es gab eine Klatschko-Straße und Klatschkos waren Kaufleute und angesehene Rabbiner. Seit 1830 wurde in Wilna von der russischen Verwaltung ein Staatsrabbiner ernannt und unter diesen war ein Sheftel Klaczko. Die Haskala, die jüdische Aufklärungsbewegung, entwickelte sich seit dem Beginn des 19. Jahrhunderts in Wilna. Die Stadt wurde eines der wichtigsten Zentren dieser Bewegung in Osteuropa. Die Kaufmannsfamilien der Stadt, die Klatschkos, Blochs und andere, unterstützten diese Bewegung durch die Finanzierung moderner Schulen. In dieser Atmosphäre der erwachenden Modernität, die ihren Platz im orthodoxen Judentum suchte, wurde Samuel Klatschko als Sohn des Rabbiners Lewin Smulowitsch Klatschko und dessen Frau Serl Gdaljowa, geb. Rosenzweig, geboren. Der Junge besuchte eine der modernen Schulen, lernte Russisch und Deutsch und beschäftigte sich intensiv mit der russischen Literatur. Im Alter von 16 Jahren verließ er seine Familie und begab sich nach Moskau.

### Studium und politische Aktivität in Russland
Samuel Klatschko schrieb sich an der Universität Moskau ein, besuchte von 1867 bis 1870 die Medizinische Fakultät und wechselte dann 1870 bis 1872 auf die Fakultät für Rechtswissenschaft.
An den Universitäten von Sankt Petersburg und Moskau entfaltete sich eine starke intellektuelle Aktivität. Die Historischen Briefe von Pjotr Lawrowitsch Lawrow, die ins Russisch übersetzten Werke von Ferdinand Lassalle und John Stuart Mill und andere ökonomische und soziale Abhandlungen zirkulierten in den Universitäten und wurden eifrig diskutiert. Es formten sich geheime Studentenverbindungen, speziell der 1869 von Natanson und Nikolai Tschaikowski an der Universität von Sankt Petersburg gegründete Tschaikowski-Verein oder die „Tschaikowskie“. Klatschko schloss sich diesem Verein an und war in den Jahren 1871/72 Leiter der Zweigstelle der Tschaikowskie an der Moskauer Universität. Als solcher unterhielt er die Kontakte mit Tschaikowski und seiner Gruppe in Sankt Petersburg. Er beteiligte sich am Aufbau von Handwerksbetrieben, am Druck und an der Verbreitung sozialistischer und nationalökonomischer Werke und an der Gründung von populären Bildungsvereinen. Eine seiner Aufgaben war auch die Verbindung zu Revolutionären im Exil wie Valerian Smirnow, Aleksandr Elsnits und anderen.
Im Herbst 1871 fuhr Samuel Klatschko im Auftrag der Tschaikowskie nach Zürich und verhandelte dort über die Herausgabe revolutionärer Literatur und deren Vertrieb in Russland. Höchstwahrscheinlich war es zu dieser Zeit, dass er das Buch „Der Bürgerkrieg in Russland“ von Karl Marx ins Russische übersetzte. Dabei ging er nicht vom englischen Originaltext aus, sondern von der deutschen Fassung, die Friedrich Engels zum ersten Mal in der Zeitschrift „Volksstaat“ vom 28.–29. Juli 1871 veröffentlicht hatte. Im April 1872 wurde Samuel Klatschko, zurück in Moskau, verhaftet und verhört, unter der Beschuldigung, einem revolutionären Verein in Moskau anzugehören und Beziehungen zu verurteilten Mitgliedern der Netschajew-Gruppe (Warlaam Tscherkesow, Uspenski und andere) zu unterhalten. Seine Wohnung sowie die seiner Kollegen Tsakni, Bika und Nikolaijewa wurden durchsucht, was Unruhe unter den Studenten des vierten Jahrganges erzeugte. Daraufhin beschlossen diese, eine Abordnung zu bilden, um eine Petition an die Regierung einzubringen. In dieser wurde gefordert, Studenten nicht durch Verhaftungen einzuschüchtern, eine eigene Kasse führen zu können und das Drucken der Kurstexte sowie den billigen Verkauf von zugelassenen Büchern an arme Jugendliche zu erlauben. Klatschko wurde vor seinem Prozess freigelassen und konnte im Frühjahr 1873 in die Schweiz emigrieren. Dort arbeitete er in Zürich als Mitarbeiter bei der Zeitschrift Vorwärts (Вперед) unter der Leitung von Pjotr Lawrow.

### Die Utopische Kolonie in Amerika
Anfang 1874 kam es zu einer Spaltung des Tschaikowski-Vereins: Die Mehrzahl der Mitglieder wollte die revolutionären Aktivitäten und die Volksnähe fortsetzen und ausweiten. Nikolai Tschaikowski selbst, gefolgt von einigen Freunden, war zu dem Schluss gekommen, dass diese Aktivitäten scheitern würden, da die Kluft zwischen der Intelligenzija und dem Volk zu groß sei. Er suchte einen anderen Weg zur Änderung des Regimes und fand ihn im Bogochelovechestevo, der Gott-Menschlichkeit. Der Entwickler und Verbreiter dieses Begriffes war Alexander Malikow, ein Untersuchungsrichter im Distrikt Zhidrin. Es war eine mystische Theorie des passiven Widerstands: Der Mensch sollte erst seine Seele verbessern, um durch sein Beispiel das Böse in der Gesellschaft auszumerzen. Es war kaum möglich, diese Theorie in Russland in die Praxis umzusetzen.
Nach einigem Zögern beschlossen Tschaikowski und Malikow, nach Amerika auszuwandern und dort eine ideale Kolonie zu gründen. Samuel Klatschko schloss sich diesem Unternehmen an. Im Frühjahr 1875 brachen 12 junge Männer und Frauen sowie drei Kinder auf und reisten in drei Gruppen nach den Häfen Westeuropas. Klatschko, seine Frau Jane und sein Freund Tschaikowski gingen in Liverpool an Bord der RMS Abyssinia und erreichten im Zwischendeck New York am 7. Juli 1875. Die neuen Einwanderer versammelten sich in einer Wohnung in New York, und Ende Oktober zogen sie los zur Gründung einer Kolonie in Kansas, obwohl einige in der Passagiersliste Kalifornien als Ziel ihrer Reise angegeben hatten. Ein anderer mystischer Utopist, der Russe William Frey (eigentlicher Name Vladimir Konstantinovitch Heins) hatte dort schon 1871 eine kleine Kolonie in Chautauqua County, Kansas, nahe der kleinen Stadt Cedar Vale, gegründet. Malikow und Tschaikowski kauften 160 Acres (65 Hektar) Land, vier Meilen von der Niederlassung Freys entfernt, mit einer kleinen Farm, zwei Pferden und einer Kuh. Die kleine Truppe siedelte sich in den zwei Zimmern des Farmhauses ein, und im Winter bauten die Männer neue Wohnräume dazu. Eine neue Cedarvale-Kolonie war entstanden. Im Frühjahr kauften sie noch zwei Kühe und begannen zu ackern und Mais und Weizen zu säen. Alles schien zum Besten zu gehen.
Doch bald stellte sich heraus, dass die jungen Intellektuellen und Theoretiker wenig von der Feldarbeit und von der praktischen Leitung einer Kolonie mit all den Problemen des Zusammenlebens verstanden. Sie wandten sich daher an den Nachbarn Frey, der mehr Erfahrung auf diesem Gebiet hatte. Dieser übernahm die Führung von Cedarvale und brachte seine Leute mit sich. Samuel Klatschko spielte keine besondere Rolle in der Kolonie; er arbeitete auf den Feldern und besorgte von Zeit zu Zeit die Einkäufe in der Stadt. Der Einfluss Freys, der einen mystischen und starren Charakter hatte, verschlechterte jedoch die Lage der Kolonie, anstatt sie zu verbessern. Er führte Sitzungen mit Kritik und Selbstkritik ein, die oft wegen Kleinigkeiten zu gegenseitigen Beschuldigungen degenerierten. Die Mahlzeiten waren karg, und es gab weder Fleisch, noch Kaffee, Tee, Alkohol oder Zucker. Das Zusammenleben auf engem Raum schuf persönliche Probleme, Ehen zerbrachen, neue Paare formten sich, und auch Heimweh setzte ein.
Die Auflösung der Kolonie begann im Sommer 1877 und ihre Mitglieder zerstreuten sich. Malikow kehrte noch im selben Jahr nach Russland zurück, während Tschaikowski ein Jahr in einer Kolonie der Shaker verbrachte. Erst im Februar 1878 kam er nach Europa zurück, und nach einem Aufenthalt in Paris ließ er sich 1880 in Harrow (England) nieder. Samuel Klatschko verdiente sich seine Schiffskarte auf dem „Rinder-Trail“, der Vieh von Texas nach den Kopfbahnhöfen in Kansas und von dort zu den Schlachthäusern Chicagos führte. Er überquerte 1878 den Atlantik und erreichte über England Paris, wo er Anschluss an die zahlreichen russischen Revolutionäre finden konnte, die dort Zuflucht gesucht hatten. Unter diesen waren auch alte Bekannte wie Smirnow, Tscherkesow und Pjotr Lawrow, mit dem er in Zürich zusammengearbeitet hatte und der jetzt in der Rue Saint Jacques wohnte. Für seinen Unterhalt beschäftigte sich Klatschko zuerst als Fotograf und arbeitete später für russische Zeitschriften und als Übersetzer für Patentanwälte. Die Polizei überwachte die russischen Revolutionäre sehr genau, wie aus einem späteren Bericht der Präfektur hervorgeht, und am 14. Juli 1880 wurde Klatschko nach Wien ausgewiesen.

### Als Immigrant in Wien
Die Ankunft russischer Revolutionäre war in der Donaumonarchie Österreich-Ungarn und in deren Hauptstadt Wien nicht unerwünscht, solange sich ihre Aktivitäten auf einen Umsturz im zaristischen Russland beschränkten. Die Millionenstadt Wien der 1870er und 1880er Jahre war in vollem Aufschwung. Bürger aus allen Ecken der Monarchie zogen nach Wien: Polen, Tschechen, Slowaken, Italiener, Juden und Ungarn. Es war ein wahrer „melting pot“, eine Blütezeit von Kunst und Kultur, von neuen Ideen, von Technik und Wissenschaft. Samuel Klatschko fand es leicht, sich in dieser Stadt einzuleben.

#### Familie
Am 4. November 1880 heiratete Samuel Klatschko im Stadttempel eine zwanzigjährige Musikstudentin, Anna Konstantinowa Lwoff. Anna, die Tochter eines reichen Kaufmanns aus Simferopol, war 1879 zusammen mit ihrer Freundin Cecile Wohl zum Studium nach Wien geschickt worden. Das junge Ehepaar übersiedelte von der Landstraße in die Belvederegasse im „nobleren“ 4. Bezirk Wieden, zuerst in die Nummer 10 und als die Familie wuchs, in die Nummer 3. Klatschko, der seinen Beruf im Trauschein als Schriftsteller angegeben hatte, nahm eine Stelle als Übersetzer bei der Firma H. Palm, Michalecki & Co, Patentanwälte, an und wurde später Prokurist der Firma.
Das Heim der Klatschkos füllte sich bald mit Kindern, Aline (1883), Alexander Theodor (1889) und Ella Vera (1890). Das Einkommen Samuels ermöglichte der Familie, in gutbürgerlichen Verhältnissen zu leben. Die Familie genoss das künstlerische und intellektuelle Leben Wiens, es wurde Musik gespielt, vier Sprachen wurden gesprochen, und man traf Freunde und Bekannte in der Belvederegasse, in der Sommerfrische am Semmering und im Kurort Baden. Samuel Klatschko vergaß aber nicht seine revolutionäre Verpflichtung und er verband eine Lebensweise der Bourgeoisie mit der moralischen Integrität eines engagierten Sozialisten.
Nur die zwei Töchter folgten in den Fusstapfen des Vaters. Aline Furtmüller (1883–1941) war Pädagogin, beteiligte sich 1919–1920 an der Wiener Schulreform und war sozialdemokratisches Mitglied des Wiener Gemeinderat und Landtag. Ella Vera Paresce (1890–1966), Pianistin, Gattin des Physikers-Malers Renato Paresce, war mit Frida Kahlo, der Frau des Malers und Kommunisten Diego Rivera, befreundet und hatte Kontakte mit Leo Trotzki in Mexiko. Der Sohn, Alexander Theodor (1889–1919), Elektroingenieur, erlag im dreißigsten Lebensjahre in Zürich dem Typhus.

#### Kreis der Freunde und die jungen Sozialisten
Während der 36 Jahre seines Lebens in Wien war Samuel Klatschko kein Politiker im wahren Sinn des Wortes. 1886 erhielt er das Heimatrecht in Wien, und erst im Jahr der Russischen Revolution 1905 wurde er Mitglied der Sozialdemokratischen Arbeiterpartei Österreich, Vorläufer der Sozialdemokratischen Partei Österreichs. Im selben Jahr trat er zum ersten und einzigen Mal vor die Öffentlichkeit mit einem Vortrag im wissenschaftlichen Verein „Zukunft“: Zur Entwicklungsgeschichte der Revolution in Russland. Dieser Vortrag wurde ohne seinen Namen, aber mit dem Untertitel „von einem alten russischen Revolutionär“ veröffentlicht. Klatschkos Einfluss auf die revolutionäre Bewegung in Russland und in der Donaumonarchie geschah indirekt durch den Austausch von Ideen, der Herstellung von Kontakten und der Hilfe bei der Verbreitung von Literatur. Dies geschah meist in der Belvederegasse, im Kreise der Familie, im Wohnzimmer oder beim Abendmahl, wo sich Freunde und Bekannte, Vertreter aller Strömungen des russischen und österreich-ungarischen Sozialismus trafen und diskutierten. Samuel Klatschko unterstützte vor allem die russischen Sozialdemokraten, die er kannte, wie Pawel Borissowitsch Axelrod, Georgi Walentinowitsch Plechanow und Leo Deutsch. Er verweigerte aber niemals Hilfe für andere Zweige der revolutionären Bewegung, auch wenn er ihre Programme ablehnte. Er war mit Victor Adler, dem Gründer der Sozialdemokratischen Arbeiterpartei Österreich befreundet, Karl Radek war Gast in seinem Haus, ebenso Pawel Fedorowitsch Teplow (Sibiriaka), einer der Herausgeber der Zeitschrift Rabocheie Dielo (Die Sache der Arbeiter) und Angehöriger der „Ökonomist“ – Fraktion der russischen Sozialdemokraten. Klatschko war mit Otto Bauer, dem Vertreter des Austromarxismus bekannt und hatte einen Briefwechsel mit Karl Kautsky.
Zu den besten Freunden Klatschkos gehörten die Familie Polanyi und später die Familie Trotzki. Cecile Wohl, die Jugendfreundin von Anna Klatschko (Lwoff), hatte 1881 den wohlhabenden Ingenieur Mihaly Pollacsek, geändert auf Polanyi, geheiratet, und die beiden Familien blieben eng verbunden. Diese Freundschaft dauerte selbst nach dem Umzug der Polanyi nach Budapest an und wurde durch häufige Besuche, einen intensiven Briefwechsel und gemeinsame Ferien gefestigt. Die älteste Tochter, Laura Polanyi, Pionierin des Feminismus in Ungarn, hatte ihre politische Erziehung im Kreise der Familie Klatschko erhalten. Samuel Klatschko ermutigte Karl Polanyi, den späteren Wirtschafts- und Sozialwissenschaftler, zur Gründung des Galilei-Zirkels fortschrittlicher Studenten in Budapest. Der Sozialwissenschaftler Erwin Szabo, ein Cousin der Polanyis, studierte 1888–1889 an der Wiener Universität und fand bei der Familie Klatschko ein zweites Heim. Die Persönlichkeit Samuel Klatschkos und die russischen Revolutionäre aller Tendenzen, die er dort traf, insbesondere Pawel Fedorowitsch Teplow, waren maßgebend für seine politische Orientierung. Auch die politische Philosophie von Georg Lukács, Literaturwissenschaftler und marxistischer Politiker, fand ihren Anfang im Treffen mit Samuel Klatschko und Pawel Teplow.
Leo Trotzki lebte von 1907 bis 1914 im Exil in Wien, und eine enge Freundschaft entstand zwischen seiner Familie und der Familie Klatschko. Trotzki schrieb in seiner Autobiographie: Das ganze Kapitel meines Wiener Lebens wäre nicht vollständig, wenn ich nicht erwähnen würde, dass die Familie des alten Emigranten S. L. Klatschko zu unseren nächsten Freunden zählte. (Unsere Kinder) liebten es, die Familie Klatschko's zu besuchen, wo alle, das Oberhaupt der Familie, die Hausfrau und die erwachsenen Kinder, sehr aufmerksam gegen sie waren, ihnen allerhand Interessantes zeigten und sie mit herrlichen Dingen bewirteten. In der Familie Klatschko fanden wir stets Hilfe und Freundschaft, und wir bedurften oft der eine wie der andere. Die Freundschaft hatte auch politische Aspekte. Obwohl Samuel Klatschko nicht die Ideen Trotzkis teilte, half er, ihn in den Kreis der österreichischen Sozialisten im Café Central einzuführen.

#### Theodor Herzl
Theodor Herzl veröffentlichte sein Werk „Der Judenstaat“ am 14. Februar 1896 und hatte die russische Übersetzung an Samuel Klatschko vergeben. Die russische Version des Buches erschien noch im selben Jahr. Die Massaker an den Armeniern 1894–1896 und der Widerstand von Zeytun 1895–1896 erschütterten in diesen Jahren die öffentliche Meinung in Westeuropa. In Herzl erwachte die Idee, in diesem Konflikt zwischen Armeniern und Türken zu vermitteln und damit den Sultan Abdülhamid II. zu bewegen, einer Abgabe Palästinas an die Juden zuzustimmen (Die Sanierung des osmanischen Haushalts mit jüdischem Geld war dabei auch vorgesehen). Dank seiner Beziehungen im Kreise der Revolutionäre spielte Klatschko eine wenn auch kleine Rolle in diesem Vermittlungsversuch. Er kannte den Führer der Armenier in Tiflis namens Alawerdoff und über seinen Freund Nikolai Tschaikowski, der in Harrow bei London lebte, hatte er Kontakt zum Vertreter der Armenier in London, Avetis Nazarbekian, dem Gründer der revolutionären Huntschak-Partei.
Alawerdoff reiste nach Wien und sprach mit Herzl am 2. Juli 1896, wobei Klatschko als Dolmetscher fungierte. Das einzige Ergebnis dieses Treffens war eine Botschaft nach London, dass Herzl als ein Freund der Armenier kommen würde. Tschaikowski, von Klatschko angesprochen, half, eine Begegnung von Nazarbekian und Herzl in London zustande zu bringen. Herzl konnte die Armenier jedoch nicht vom Kompromisswillen der Türken überzeugen und sie zu einem Waffenstillstand zu bringen. Sein Vermittlungsversuch scheiterte.

#### Tod
Samuel Klatschko, von seinen russischen Freunden Semjon Lwowitsch genannt, starb nach langem Leiden in Wien am 17. April 1914 an Nierenkrebs. Die Todesanzeige veröffentlichten seine Berufskollegen am 18. April in der Neuen Freien Presse. Die Grabrede am 19. April hielt Victor Adler, der Begründer der Österreichischen Sozialdemokratischen Arbeiterpartei. Als besonderes Merkmal des Charakters Samuel Klatschkos betonte er seinen Sanftmut und seine bezwingende moralische Autorität. In seiner Nekrologie schrieb Leo Trotzki, er sei „ein Bürger der zivilisierten Welt“ gewesen und habe „alles, um ein hervorragender Politiker zu sein, außer den dazu notwendigen kleinen Fehler.“ Sein Grab ist auf dem Wiener Zentralfriedhof 1. Tor, Gruppe 52, Reihe 9, Grab 3.

## Veröffentlichungen
- Zur Entwicklungsgeschichte der Revolution in Russland. Verlag der Wiener Volksbuchhandlung Ignaz Brand, Wien 1905.